# Bifora
Bifora là chi thực vật có hoa trong họ Apiaceae.

## Hình ảnh

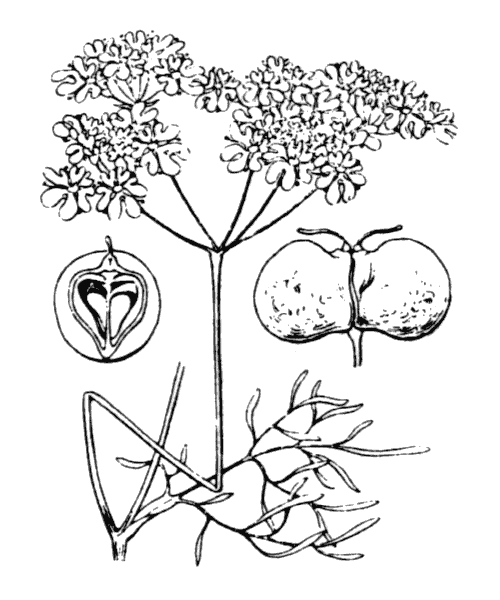
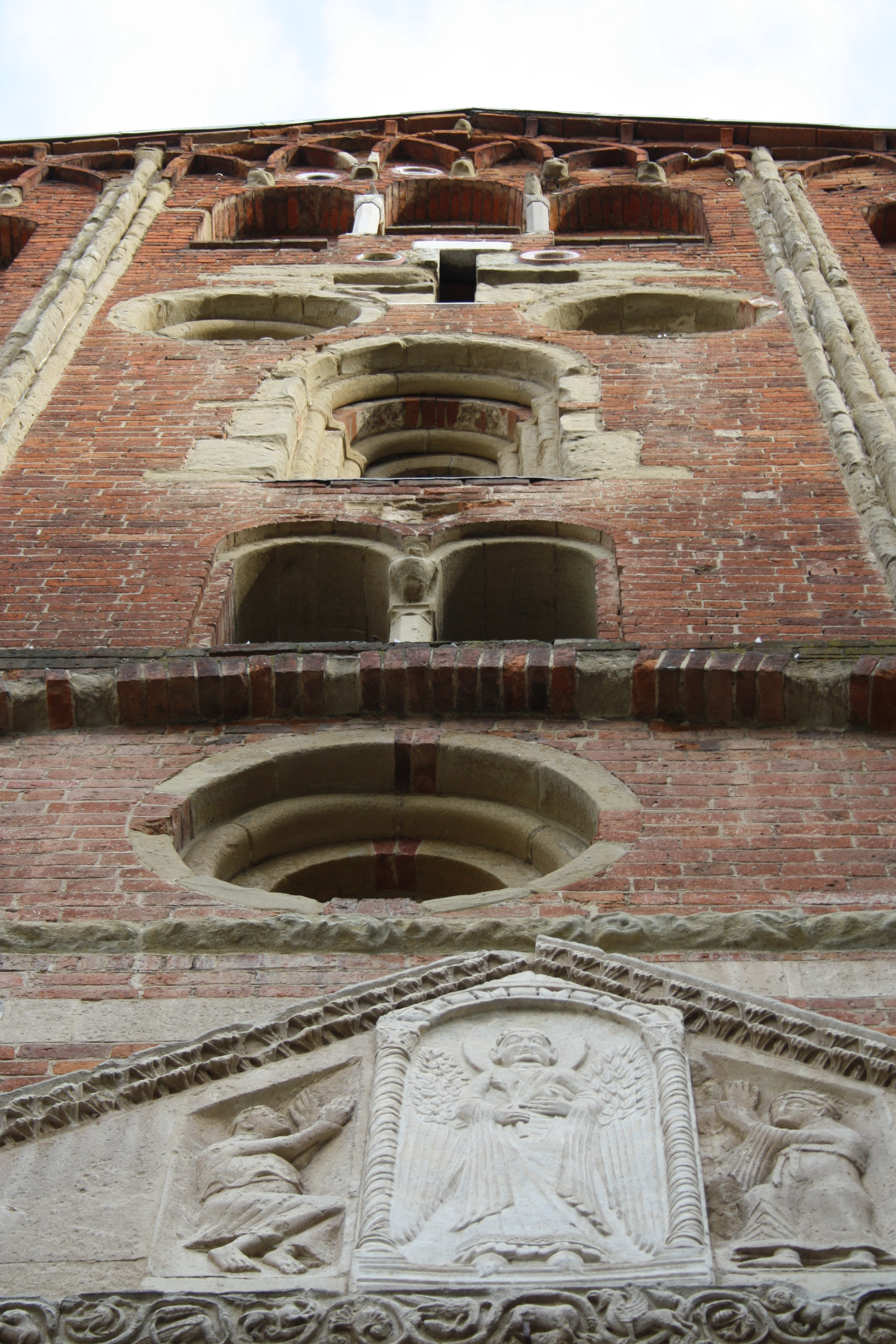
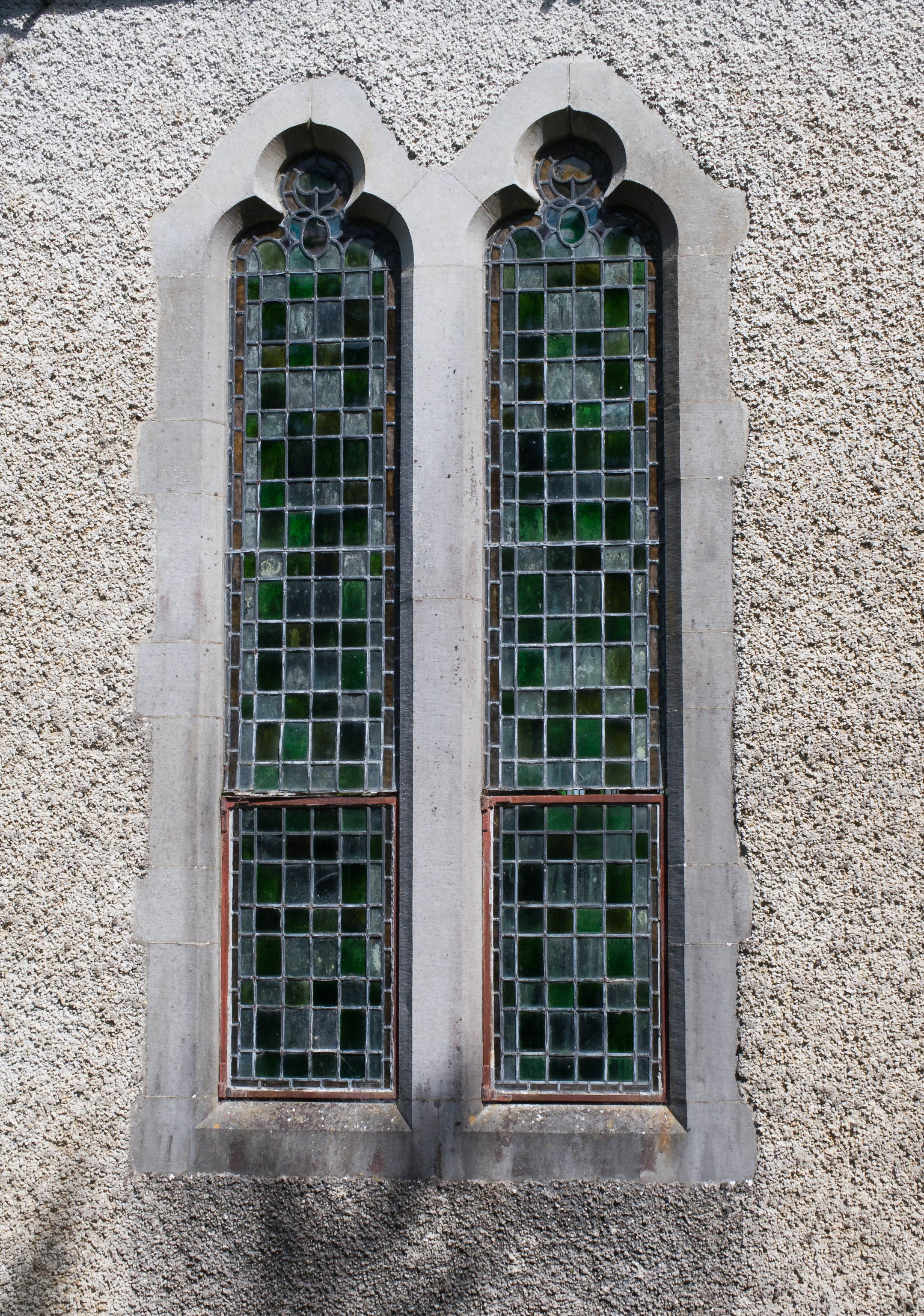
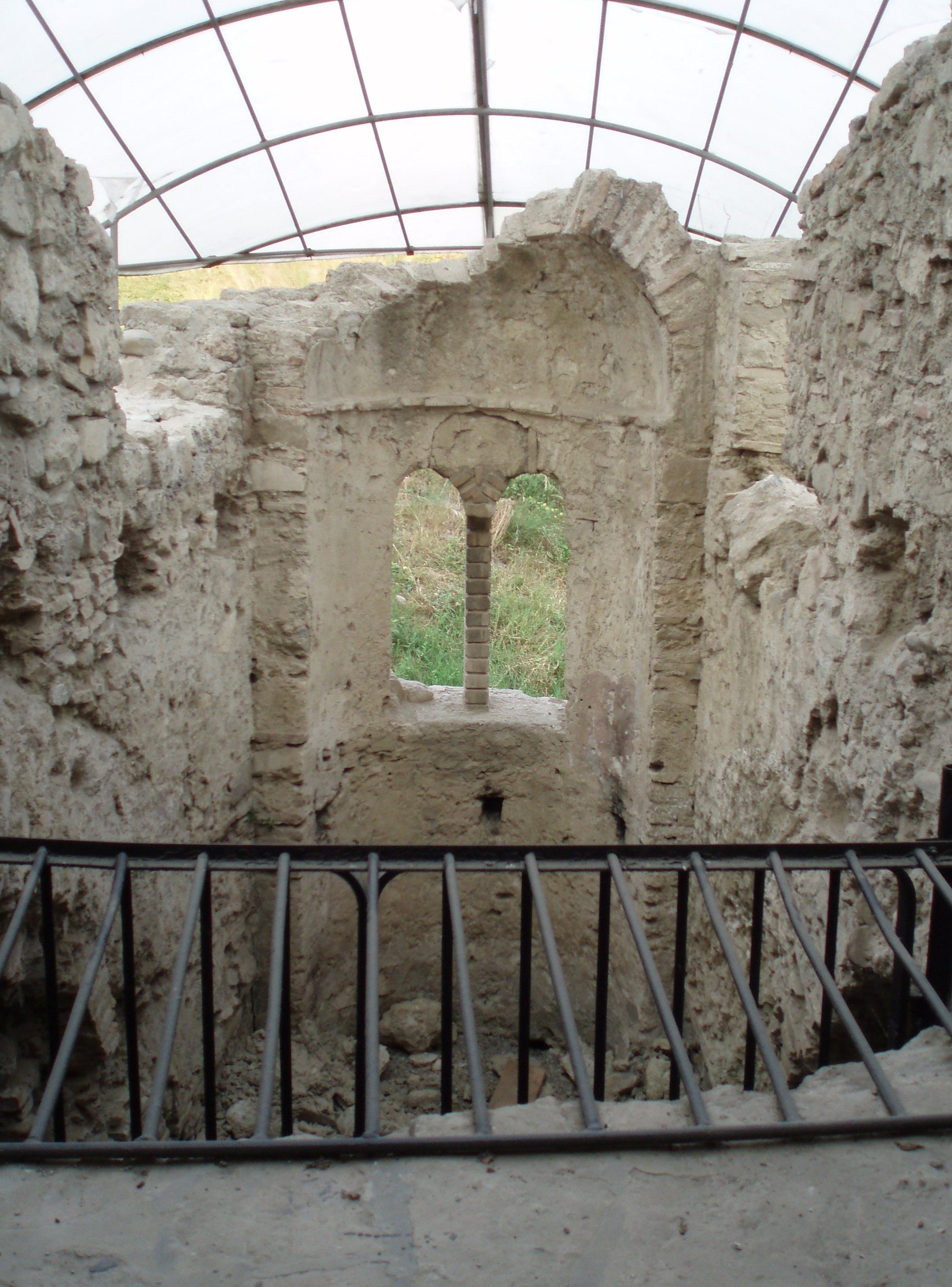